# 古尔帕特万特·辛格·潘农
古尔帕特万特·辛格·潘农，是卡利斯坦运动的主要领导人之一，该运动主张从印度旁遮普地区和的许多邻近地区分离出一个以宗教为基础的独立国家，即“卡利斯坦”。他是正义锡克教徒（SFJ）的法律顾问和发言人，该组织旨在宣传建立独立锡克教国家的理念。截至2020年7月，印度内政部已将潘农列为煽动叛乱和分裂国家的恐怖分子，并已请求国际刑警组织对其发出红色通缉令。他自称拥有美国和加拿大双重国籍。

## 活动
潘农积极参与游说卡利斯坦事业，并在世界各地组织活动和集会，包括美国、加拿大和英国。他还参与在国际法庭对印度官员和机构提起诉讼，指控他们侵犯锡克教徒的人权。
潘农声称对印度发生的多起恐怖事件负责。2023年4月，他在一段视频中对访问阿萨姆邦的印度总理纳伦德拉·莫迪发出了威胁。2023年6月，多家新闻媒体推测，在另外三名著名的卡利斯坦领导人于2个月内相继去世后，潘农躲藏了起来。
2023年10月，在以色列—哈馬斯戰爭的背景下，潘农威胁要对印度发动类似2023年哈瑪斯襲擊以色列的袭击。据英国广播公司报道，潘农发布了数百段谴责印度的视频，并向那些在政府大楼上喷绘反印度涂鸦、悬挂卡利斯坦旗帜或亵渎印度国旗的人提供金钱奖励。2023年9月，有人记录下他呼吁莫迪总理及其两名部长“政治死亡”。潘农还声称对印有“杀死印度”以及印度外交官姓名和照片的海报负责。他否认这些海报煽动对外交官的暴力行为。
2023年9月，一段曝光的视频显示，潘农警告印度裔加拿大人印度教教徒离开加拿大，并进一步指责他们“拒绝效忠加拿大”。该视频引起了加拿大政界人士的广泛谴责。联邦党领袖博勵治和駔勉誠以及联邦内阁部长谴责了该视频。加拿大公共安全部长多米尼克·勒布朗称该视频“令人反感且充满仇恨”。
2024年10月11日，为回应加拿大外交部副部长大卫·莫里森10月4日在加拿大外国干涉委员会公开听证会上表示必须尊重印度领土完整的做法，潘农发布了一段视频，呼吁在印度獨立日100周年之前将印度巴尔干化，并威胁要在印度各地发动分裂运动，包括查谟和克什米尔 (中央直辖区)、阿萨姆邦、曼尼普尔邦和那加兰邦。在同一段视频中，他呼吁中国军队夺取阿鲁纳恰尔邦，并称该邦为“中国领土”。

## 法律问题
2020年，印度政府宣布潘农为指定的恐怖分子，并根据《非法活动（预防）法》第51A条没收了他的农业用地。他在印度旁遮普邦面临22起刑事案件，其中包括3起煽动叛乱罪。2022年10月，国际刑警组织以信息不足为由，拒绝了印度第二次要求对潘农发出恐怖主义指控的红色通缉令。
国家调查局指控潘农在“推动和策划恐怖行为和活动，以及通过威胁和恐吓手段在旁遮普邦和印度其他地区传播恐惧”方面发挥了重要作用。